# Franzi Kreis

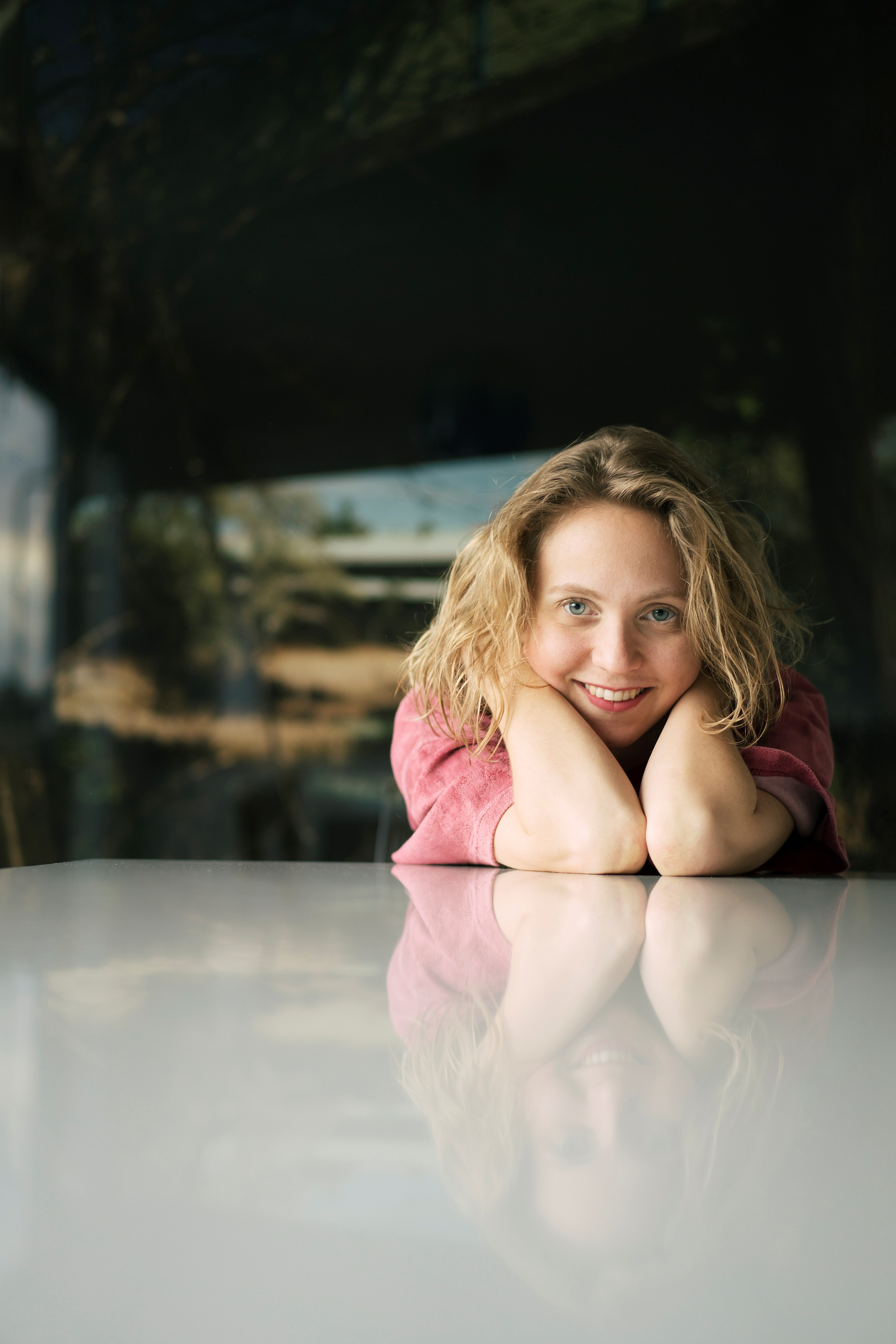
Franzi Kreis (2022)

Franzi Kreis (* 29. November 1991 in Übersee, Deutschland) ist eine deutsch-österreichische Künstlerin, Fotografin und Filmemacherin.

## Leben
Seit 2015 präsentiert Franzi Kreis Kunst in Form von Fotografie, Film und Ton. Erste internationale Bekanntheit erlangte sie durch ihre multimedialen Ausstellungen Finding Motherland und Father Earth, in denen sie zum Muttertag Töchter über ihre Mütter (Finding Motherland) und zum Vatertag Söhne über ihre Väter (Father Earth) befragte und porträtierte. Die Ausstellungen wurden neben Wien noch in Moskau, Sarajevo und Tuzla gezeigt. Das Folgeprojekt Generation Beta wurde in Rom, Bern und Kalabrien ausgestellt.
Kreis hatte weitere Projekte unter anderem für die Wiener Festwochen, die Wiener Staatsoper, das Landestheater Niederösterreich und das Brut. Für das Wiener Volkstheater entwickelte sie eine fotografische Bühnen-Performance für das Stück Die Scham von Annie Ernaux, bei dem sie live auf der Bühne in der Dunkelkammer mit Pinseln Bilder vergrößert.
Für ihren ersten Bildband Limelight (2020), fotografierte sie unter anderem Prominente wie André Heller, Thomas Gansch, Stefanie Reinsperger, Markus Meyer, Isabelle Huppert und Amanda Palmer.
2024 entwarf Franzi Kreis das Bühnenbild für das Herbert-Pixner-Projekt From The Dark Side Of The Alps.
Kreis ist Teil des BMEIA-Frauenförderprogramms Calliope. Join the dots., welches das Ziel verfolgt, Leistungen von österreichischen und in Österreich lebenden Künstlerinnen und Wissenschaftlerinnen sichtbar zu machen.

## Ausstellungen
- Mit dem Zug von Traunstein nach Hanoi Kunstraum Klosterkirche, Traunstein, 2012
- Im Dschungel Café Frame, Wien, 2015
- Clowns Festival Novog Cirkusa, Zagreb, 2016
- Die Abfahrt verzögert sich um wenige Minuten Freiraum, Übersee, 2017
- Finding Motherland Basis.Kultur, Wien, 2019/2020
- Finding Motherland ZIL, Moskau, 2020
- Finding Motherland Galerija Portreta, Tuzla, 2020
- Finding Motherland Museum of Literature and Performing Arts, Sarajevo, 2021
- Father Earth Basis.Kultur, Wien, 2021
- Mein Glück interessiert mich nicht SOHO-Studios, Wien, 2021
- Franzi Kreis Galerie Feuerbachl, Neunkirchen, 2022
- Überhaupt kein Lärm Stadtmuseum, St. Pölten, 2022
- Dunkelkammer Lukas Feichtner Gallery, Wien, 2023
- Polster, Propaganda, Privatschule Foto Wien / WAK, Wien, 2023
- Generation Beta Dreiviertel Gallery, Bern, 2023
- Generazione Beta – La grande opera Austrian Cultural Forum, Rom, 2023/2024
- EGG SI BISCHEN curatedy by Mari Otberg Lukas Feichtner Galerie, Wien, 2024
- Generazione Beta – La grande opera Fotografia Calabria Festival, Kalabrien, 2024
- Generation Beta: Korszakokon átívelő Budapest Photo Festival, 2025
- Generation Beta: Nova Gorica - Gorizia European Capital of Culture, 2025
- Generation Beta: Finding Motherland Austrian Cultural Forum Cairo, 2025

## Filme
- 2021: Kopf hoch – Simon Mayer, Kurzfilm
- 2022: Die Ballade vom Schöpfwerk, Kurzfilm
- 2022: Überhaupt kein Lärm "No commotion at all", Kurzfilm[5]

## Schauspiel
- 2022/2023, 2023/2024: Die Scham von Annie Ernaux, Volkstheater, Wien
- 2023: Die Scham von Annie Ernaux, Divadlo pod palmovku, Prag

## Bücher
- Limelight Ohne Verlag, Wien 2020, ISBN 978-3-200-07096-7[6]